# Лореджа
Лореджа (італ. Loreggia, вен. Łoreja) — муніципалітет в Італії, у регіоні Венето, провінція Падуя.
Лореджа розташована на відстані близько 420 км на північ від Рима, 36 км на північний захід від Венеції, 23 км на північ від Падуї.
Населення — 7610 осіб (2014).
Щорічний фестиваль відбувається 16 серпня. Покровитель — святий Рох.

## Демографія
Населення за роками:

Станом на 1 січня 2023 року в муніципалітеті офіційно проживали 992 іноземці з 43 країн, серед них 452 громадяни країн Євросоюзу та 14 громадян України.

## Сусідні муніципалітети
- Кампозамп'єро
- Кастельфранко-Венето
- Пьомбіно-Дезе
- Резана
- Сан-Мартіно-ді-Лупарі
- Санта-Джустіна-ін-Колле